# Black Point
Black Point é um dos 32 distritos das Bahamas. Sua localização é ao sul da capital do arquipélago, Nassau. Engloba as ilhas de Exuma e Ragged Island.